# Cosenza-Bisignanói főegyházmegye

## Szomszédos egyházmegyék
- San Marco Argentano-Scaleai egyházmegye
- Lungrói egyházmegye
- Rossano-Cariati főegyházmegye
- Crotone-Santa Severina-i főegyházmegye
- Catanzaro-Squillacei főegyházmegye
- Lamezia Terme-i egyházmegye

 Olaszország